# Car Wash (film)
Car Wash, noto anche come Car Wash - Stazione di servizio è un film del 1976 diretto da Michael Schultz.

## Trama
La " stazione di servizio " di Mr. B. apre una mattina con il solito Lonnie, ex carcerato che si dà da fare per mantenere la famigliola, tutto il pittoresco campionato di inservienti e l'immancabile Duane in ritardo. A parte il padrone e suo figlio lrwin maoista campato per aria, solo la cassiera Marsha è bianca; tutti gli altri sono di colore e lavorano scherzando e danzando al suono di una radio locale. Uno dei ragazzi, detto T. C., ha due aspirazioni: vincere un concorso indovinando una canzone proposta dalla radio e farsi accettare come fidanzato da Mona, la bella cameriera di colore del vicino ristorante; e le due cose si verificheranno assieme in serata, prima della chiusura. Altri hanno problemi più consistenti come quello di Justin di non andare all'università, come vorrebbe la fidanzata; o come quello di Duane che sogna una impossibile rivoluzione sociale. Tutti gli altri vivono la loro giornata reagendo allegramente alle assurde pretese dei clienti.